# Caproni Ca.311
El Caproni Ca.311 era un avión de reconocimiento y bombardero ligero italiano, que fue producido antes y durante la Segunda Guerra Mundial.

## Historia y desarrollo

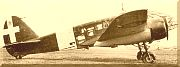
Un Ca.311.

Era un miembro de la gran familia de aviones Caproni derivados del prototipo del avión de pasajeros Caproni Ca.306 de 1935, aunque más concretamente, una modificación del Caproni Ca.310. Al igual que otros modelos similares, era un monoplano de ala baja cantilever y diseño convencional. Este modelo incorporaba el tren de aterrizaje retráctil, así como el morro acristalado que había sido probado en el prototipo del Ca.310bis. Entre sus nuevas características estaba la reubicación de la torreta dorsal Caproni-Lanciani inmediatamente después de la cabina, así como ventanillas adicionales a lo largo del fuselaje. Su armamento se componía de tres ametralladoras Breda-SAFAT de 7,70 mm: una montada en la torreta, una de disparo frontal en la raíz alar de babor y otra disparando hacia atrás desde una escotilla ventral.  
La mayoría fueron convertidos al estándar,Ca.311M, con parabrisas escalonado. 320 construidos para la Regia Aeronautica. Quince ejemplares pedidos por Yugoslavia, cinco entregados en 1940 a las Reales Fuerzas Aéreas y diez en 1942 a las Fuerzas Aéreas croatas.
A partir de 1940, este avión empezó a reemplazar en servicio al IMAM Ro.37, que fue retirado al año siguiente.

## Variantes
- Ca.311 - Bombardero bimotor.
- Ca.311M (Modificato - "Modificado") - versión sin morro acristalado.

## Usuarios
Croacia
- Zrakoplovstvo Nezavisne Države Hrvatske

 Italia
- Regia Aeronautica : utilizó 284 aviones.[1]

 Reino de Yugoslavia
- Real Fuerza Aérea Yugoslava

 Yugoslavia
- Fuerza Aérea de la República Federal Socialista de Yugoslavia : utilizó los Ca.311 restantes en la posguerra.

## Especificaciones (Ca.311)

### Características generales
- Tripulación: 3
- Longitud: 11,74 m
- Envergadura: 16,20 m
- Altura: 3,69 m
- Superficie alar: 38,4 m²
- Peso vacío: 3.460 kg
- Peso cargado: 4.822 kg
- Planta motriz: 2× Piaggio P.VII C.35, radiales de 7 cilindros.
  - Potencia: 350 kW cada uno.

### Rendimiento
- Velocidad máxima operativa (Vno): 307 km/h (191 MPH; 166 kt)
- Alcance: 1.600 km
- Techo de vuelo: 7400 m

### Armamento
- Ametralladoras: 3× Breda-SAFAT de 7,70 mm
- Bombas: Hasta 400 kg de bombas

### Desarrollos relacionados
- Caproni Ca.309
- Caproni Ca.310